# شهرستان چئونگوون
شهرستان چئونگوون (به لاتین: Cheongwon County) یک منطقهٔ مسکونی در کره جنوبی است که در Hoseo واقع شده‌است. شهرستان چئونگوون ۷۷۹٫۰۶ کیلومتر مربع مساحت و ۱۲۳٬۹۸۴ نفر جمعیت دارد.